# 노르망디발 열차의 도착, 생라자르역
노르망디발 열차의 도착, 생라자르역(프랑스어: Arrivée du train de Normandie, gare Saint-Lazare)또는 생라자르역, 노르망디발 열차(프랑스어: La Gare Saint-Lazare, le train de Normandie)는 프랑스의 인상파 화가 클로드 모네가 1877년에 그린 유화 작품이다. 현재 미국 시카고 미술관에 영구 소장되어 있다.

## 상세
노르망디에서 출발한 증기 기관차가 파리의 생라자르역에 도착하는 모습을 묘사하고 있다. 증기와 연기로 가득찬 아치형 철골조와 유리 천장 아래 많은 승객들이 열차를 기다리는 모습이다. 모네가 생라자르역에서 사생으로 그린 것으로, 왼쪽 하단 모서리에 "Claude Monet 77"이라는 서명과 날짜가 적혀 있다.
모네가 총 12점을 그린 생라자르역 연작의 하나로서 1877년 4월 파리에서 개최된 제3회 인상주의 전시회에 출품한 8점의 그림 중 하나다. 전시에 앞서 1877년 3월 에르네스트 오슈데가 구입하였으나 이듬해 조르주 드 벨리오 (Georges de Bellio)의 소유로 넘어간 것으로 확인된다. 1894년 벨리오가 사망하자 딸 빅토린 (Victorine)과 남편 에르네스트 도노프 드 몽시 (Ernest Donop de Monchy)가 물려받았다. 1899년경 베르넹죈 갤러리에 매각되었고, 이후 미술상 폴 로젠버그의 손을 거쳐 1911년 파리의 뒤랑뤼엘 갤러리를 통해 미국 뉴욕으로 넘어갔다. 당시 미국의 부유한 사업가이자 미술 수집가인 마틴 A. 라이어슨에게 7,000달러에 팔렸다. 1932년 라이어슨 사후 시카고 미술관에 기증되었다.

## 관련 작품
- 클로드 모네, 〈열차의 도착, 생라자르역〉 (1877년), 포그 미술관 소장[2]
- 클로드 모네, 〈생라자르역〉 (1877년), 내셔널 갤러리 소장[3]

## 같이 보기
- 클로드 모네의 작품 목록
- 생라자르역 (모네)